# Зенити
Зенити (груз. ზენითი) — село в Грузии, на территории Кобулетского муниципалитета автономной республики Аджария.

## География
Село находится в юго-западной части Грузии, к северу от реки Кинтриши, на расстоянии 8 километров (по прямой) к востоку от города Кобулети, административного центра муниципалитета. Абсолютная высота — 321 метр над уровнем моря.

## Население
По результатам официальной переписи населения 2014 года, в Зенити проживало 764 человека (383 мужчины и 381 женщина). В национальной структуре населения грузины составляли 99,3 %.
| Год  | Население, человек |
| ---- | ------------------ |
| 2002 | 980                |
| 2014 | ↘ 764              |